# Отовець
Отовець (словен. Otovec) — поселення в общині Чрномель, Південно-Східна Словенія, Словенія. Висота над рівнем моря: 181,4 м.